# Alfredo Torres
Washington Alfredo Torres Tejera (Montevideo, 9 de enero de 1941- 27 de abril de 2018) fue un crítico de arte, profesor, escritor y curador de arte uruguayo.

## Biografía
Estudió en la Facultad de Arquitectura, donde conoció a Leopoldo Carlos Artucio, quien le enseñó sobre arte moderno, y a Ricardo Saxlund, ambos arquitectos y docentes de la institución que influenciaron su interés por el arte. Igualmente asistió de manera informal a clases del crítico argentino Jorge Romero Brest, quien dirigía el Instituto Di Tella en Buenos Aires.
Trabajó como docente de matemática e historia del arte en enseñanza media y en institutos de formación docente. Continuó desempeñando esa tarea durante toda su vida, dictando clases y seminarios sobre teoría del arte y arte latinoamericano.
Escribió notas críticas y teóricas sobre arte para diversas publicaciones, como los semanarios Marcha, Jaque y Brecha, y las revistas Posdata, Arte y Diseño y Art Nexus (Colombia), entre otras.
Fue artista y docente integrante del Club de Grabado de Montevideo y miembro de la Asociación Internacional de Críticos de Arte (AICA). Obtuvo en 1985 y 1986 el Premio Municipal de la Crítica.
Desarrolló un intenso trabajo curatorial con artistas locales y extranjeros. Entre los uruguayos con los que trabajó se encuentran: Germán Cabrera, Luis Solari, Nelson Ramos, Hilda López, Hugo Longa, Ignacio Iturria, Pablo Uribe, Pablo Conde, Lucía Pittaluga. Entre los extranjeros se encuentran los argentinos Ana Eckell, Matilde Marín, Eduardo Médici; los paraguayos Carlos Colombino y Ricardo Migliorisi; la chilena Teresa Gazitúa. Tuvo una destacada actividad como asesor para distintas instituciones públicas y privadas, entre otras, la Organización de Estados Americanos, el Ministerio de Relaciones Exteriores del Uruguay, el Ministerio de Educación y Cultura de Uruguay, el Banco Central del Uruguay, el Banco Interamericano de Desarrollo, la Intendencia de Soriano, la Intendencia de Montevideo, la Intendencia Departamental de Rivera y el Instituto Goethe de Montevideo. Fue asesor en arte uruguayo contemporáneo para la Colección Daros Latin America de Zúrich, Suiza.
Como docente tuvo un rol fundamental en el interior del país, dictando cursos, agrupando saberes en talleres y asociaciones de artistas, alentando la renovación de los salones regionales y de los concursos, especialmente en los departamentos de Salto, Rivera, Río Negro, Colonia, Maldonado, Paysandú y Soriano.
Fue jurado de numerosos concursos, premios y salones nacionales e internacionales, así como curador de exposiciones en salas públicas y privadas, en Uruguay y en el exterior. En 2009 actuó como curador del envío uruguayo a la 53a. Bienal de Venecia.

## Curadurías (selección)
- 1998 - Vuelo Blanco. Lucía Pittaluga. Cabildo de Montevideo, Montevideo, Uruguay.
- 2000 - Juego de manos. Matilde Marín. Museo de Bellas Artes, Santiago de Chile.
- 2000 - Pinturas. Javier Santamaría. Cabildo de Montevideo, Montevideo.
- 2001 - Ejercicio de la memoria. Duarte, Casabó, Conde, Mattos, Ramos, Uribe, Vila. Centro Municipal de Exposiciones (Subte), Montevideo.
- 2003 - Palabras silenciosas. Aguerre, Bessio, Conde, D'Angelo, Duarte, Padín, Pittaluga, Uribe, Urruzola y Vila. Instituto Goethe, Montevideo.
- 2003 - La libertad del juego. Ignacio Iturria. Instituto Goethe, Montevideo.
- 2003 - Travesías. Lucía Pittaluga. Instituto Goethe, Montevideo.
- 2005 - XI Edición Premio Figari. Ian Uricchio, Banco Central, Montevideo.
- 2006 - El día en las manos. Claudia Anselmi. Instituto Goethe, Montevideo.
- 2008 - La biblioteca de Babel. Colectiva. Instituto Goethe, Montevideo.
- 2008 - Satélites de Amor 06. Políticas de la afectividad. Colectiva. MNAV, Montevideo.
- 2009 - Paisajes críticos. Bessio, Uribe, Burgos. Bienal de Venecia, Italia.
- 2009 - Aliquid novi. Silvia de la Barrera. Instituto Goethe, Montevideo.
- 2009 - Homenaje a la cursilería (curserías y cursiladas). Fabio Rodríguez. Centro MEC.
- 2011 - Ficciones artiguistas. Gonzalez, Baroffio. MNAV, Montevideo.
- 2012 - Aerícolas. Colectiva, VI Bienal de Are Textil. MNAV, Montevideo.
- 2012 - Arte de frontera. Claudio Silveira Silva. MNAV, Montevideo.
- 2013 - Atando y desatando cabos. Manuel Aguiar. MNAV, Montevideo.
- 2014 - Arte en tiempos difíciles. Obras premiadas en Salones Nacionales de Artes Visuales entre 1973 y 1985. MEC, Punto de Encuentro, Montevideo.